# Rhacochelifer maculatus
Espèce
Synonymes
- Chelifer maculatus L. Koch, 1873
- Chelifer romanus Canestrini, 1883

Rhacochelifer maculatus est une espèce de pseudoscorpions de la famille des Cheliferidae.

## Distribution
Cette espèce se rencontre en France, en Espagne, en Italie, en Croatie, en Bosnie-Herzégovine, au Monténégro, en Serbie, en Macédoine du Nord, en Grèce, à Malte, au Maroc, en Algérie, en Tunisie et en Israël.

## Publication originale
- L. Koch, 1873 : Uebersichtliche Dartstellung der Europäischen Chernetiden (Pseudoscorpione). Bauer und Raspe, Nürnberg, p. 1-68 (texte intégral).